# Ланс Маклин
Ланс Маклин (на английски: Lance Macklin) е бивш британски автомобилен състезател, пилот от Формула 1. Роден на 2 септември 1919 година в Великобритания.

## Формула 1
Ланс Маклин прави своя дебют във Формула 1 в Голямата награда на Швейцария през 1952 година. В световния шампионат записва 15 състезания като не успява да спечели точки, състезава се за отбора на Хершъм анд Уолтън Моторс и частно Мазерати.